# Subventionsbericht der Bundesregierung
Dieser Artikel wurde aufgrund inhaltlicher und/oder formaler Mängel auf der Qualitätssicherungsseite des Portals Wirtschaft eingetragen. 
Du kannst helfen, indem du die dort genannten Mängel beseitigst oder dich an der Diskussion beteiligst.
Der Subventionsbericht ist ein Bericht der deutschen Bundesregierung über die Finanzhilfen des Bundes und der Steuervergünstigungen gemäß § 12 des Gesetzes zur Förderung der Stabilität und des Wachstums der Wirtschaft (StWG) vom 8. Juni 1967. Er wird alle zwei Jahre vorgelegt.
Der Subventionsbericht der Bundesregierung legt einen engen Subventionsbegriff zugrunde und weist nur Subventionen des Bundes aus.

## 19. Subventionsbericht der Bundesregierung
Danach beliefen sich die Subventionen des Bundes im Jahr 2001 auf 22.806 Mio. €, im Jahr 2002 auf 22.341 Mio. €, im Jahr 2003 auf 22.832 Mio. € und im Jahr 2004 auf 22.291 Mio. €.
Die beitragsgrößten Positionen sind Steuervergünstigungen im Bereich Wohnungsbau, Ausnahmeregelungen der ökologischen Steuerreform und Finanzhilfen für den Bergbau. Letztere waren die höchsten Subventionen im gewerblichen Bereich.
Im Jahr 2001 war Deutschland im europäischen Vergleich weit führend im Gesamtvolumen der staatlichen Beihilfen. Die deutschen Subventionen betrugen etwa 27 % des gesamten europäischen Subventionsaufkommens.

## 29. Subventionsbericht der Bundesregierung
„Die Subventionen werden bis zum Jahr 2024 auf 67,1 Milliarden Euro steigen. ... Die größte Finanzhilfe ist die Förderung der energetischen Gebäudesanierung mit 18,7 Milliarden Euro im kommenden Jahr. Danach folgen finanzielle Unterstützungen im Bereich Mikroelektronik mit rund vier Milliarden Euro. Dieser Förderschwerpunkt ist neu hinzugekommen. Die Unterstützung von Wasserstoffprojekten (2,5 Milliarden Euro) und des Ausbaus von Ladesäulen für Elektroautos (2,2 Milliarden Euro) befindet sich ebenfalls oben auf der Liste. Bei den Steuervergünstigungen zählen die Privilegien für Firmenerben mit 4,5 Milliarden Euro als größte Subvention.“
Das Gesamtvolumen der staatlichen Beihilfen belief sich im Jahr 2021 in der gesamten Europäischen Union auf 334,54 Mrd. Euro. Auf Deutschland entfielen davon 121,21 Mrd. Euro = 36,2 % (2001 – ca. 27 %).

## Einzelne Subventionsberichte der Bundesregierung
| Wahlperiode | von-bis   | BT-Drucksache    | Subventionsbericht                                            |
| ----------- | --------- | ---------------- | ------------------------------------------------------------- |
| 1           | 1965–1969 | BT-Drs. 5/2423   | Erster Subventionsbericht vom 21. Dezember 1967               |
| 2           | 1967–1971 | BT-Drs. 6/391    | Zweiter Subventionsbericht vom 16. Februar 1970               |
| 3           | 1970–1972 | BT-Drs. 6/2994   | Dritter Subventionsbericht vom 23. Dezember 1971              |
| 4           | 1971–1974 | BT-Drs. 7/1144   | Vierter Subventionsbericht vom 29. Oktober 1973               |
| 5           | 1973–1976 | BT-Drs. 7/4203   | Fünfter Subventionsbericht vom 22. Oktober 1975               |
| 6           | 1975–1978 | BT-Drs. 8/1195   | Sechster Subventionsbericht vom 17. November 1977             |
| 7           | 1977–1980 | BT-Drs. 8/3097   | Siebenter Subventionsbericht vom 1. August 1979               |
| 8           | 1979–1982 | BT-Drs. 9/986    | Achter Subventionsbericht vom 6. November 1981                |
| 9           | 1981–1984 | BT-Drs. 10/352   | Neunter Subventionsbericht vom 6. September 1983              |
| 10          | 1983–1986 | BT-Drs. 10/3821  | Zehnter Subventionsbericht vom 12. September 1985             |
| 11          | 1985–1988 | BT-Drs. 11/1338  | Elfter Subventionsbericht vom 25. November 1987               |
| 12          | 1987–1990 | BT-Drs. 11/5116  | Zwölfter Subventionsbericht vom 1. September 1989             |
| 13          | 1989–1992 | BT-Drs. 12/1525  | Dreizehnter Subventionsbericht vom 11. November 1991          |
| 14          | 1991–1994 | BT-Drs. 12/5580  | Vierzehnter Subventionsbericht vom 26. August 1993            |
| 15          | 1993–1996 | BT-Drs. 13/2230  | Fünfzehnter Subventionsbericht vom 1. September 1995          |
| 16          | 1995–1998 | BT-Drs. 13/8420  | Sechzehnter Subventionsbericht vom 29. August 1997            |
| 17          | 1997–2000 | BT-Drs. 14/1500  | Siebzehnter Subventionsbericht vom 13. August 1999            |
| 18          | 1999–2002 | BT-Drs. 14/6748  | Achtzehnter Subventionsbericht vom 26. Juli 2001              |
| 19          | 2001–2004 | BT-Drs. 15/1635  | Neunzehnter Subventionsbericht vom 1. Oktober 2003            |
| 20          | 2003–2006 | BT-Drs. 16/1020  | Zwanzigster Subventionsbericht vom 15. März 2006              |
| 21          | 2005–2008 | BT-Drs. 16/6275  | Einundzwanzigster Subventionsbericht vom 15. August 2007      |
| 22          | 2007–2010 | BT-Drs. 17/465   | Zweiundzwanzigster Subventionsbericht vom 15. Januar 2010     |
| 23          | 2009–2012 | BT-Drs. 17/6795  | Dreiundzwanzigster Subventionsbericht vom 9. August 2011      |
| 24          | 2011–2014 | BT-Drs. 17/14621 | Vierundzwanzigster Subventionsbericht vom 19. August 2013     |
| 25          | 2013–2016 | BT-Drs. 18/5940  | Fünfundzwanzigster Subventionsbericht vom 2. September 2015   |
| 26          | 2015–2018 | BT-Drs. 18/13456 | Sechsundzwanzigster Subventionsbericht vom 23. August 2018    |
| 27          | 2017–2020 | BT-Drs. 19/15340 | Siebenundzwanzigster Subventionsbericht vom 13. November 2019 |
| 28          | 2019–2022 | BT-Drs. 19/32170 | Achtundzwanzigster Subventionsbericht vom 25. August 2021     |
| 29          | 2021–2024 | BT-Drs. 20/8300  | Neunundzwanzigster Subventionsbericht vom 6. September 2023   |